# Братская могила советских воинов (Ингулец)
Братская могила советских воинов в Старом Ингульце — памятник Великой Отечественной войны в Ингулецком районе города Кривой Рог Днепропетровской области.

## История
22 февраля 1944 года части 88-й гвардейской стрелковой дивизии 8-й гвардейской армии освободили посёлок Ингулец. В братской могиле похоронены советские воины, погибшие во время боёв за населённый пункт.
В апреле 1944 года создано захоронение.
Впоследствии к братской могиле были перезахоронены 6 рабочих-коммунистов рудника «Ингулец», которые были расстреляны 13 сентября 1941 года.
В 1948 году установлено надгробие.
В 1954 году установлен памятник производства Харьковского художественного комбината.
В 1967 году произведена реконструкция.
8 августа 1970 года, решением № 618 Днепропетровского облисполкома, памятник взят на государственный учёт под охранным номером 1672.

## Характеристика
Расположена по Проходной улице жилого массива Ингулец в Ингулецком районе города.
Представляет собой прямоугольник размерами 20,4х2,2 м, на котором вдоль длинных сторон установлено по 4 памятные доски с фамилиями похороненных, которые известны (119 человек). Доски занимают по длине 6 м. Памятные плиты красного гранита размерами 0,9х0,83х0,03 м находятся на тумбах высотой 0,4х0,15 м. Дистанция между рядами 0,5 м, интервал между плитами 0,9 м. На участке размерами 37,5х22 м установлена бетонная скульптура солдата с флагом в правой руке и каской в левой. Высота фигуры 2,15 м. Скульптура воина с флагом находится в полукруглом портике на подковообразном постаменте диаметром 3,7 м, шириной 1 м, высотой 0,75 м. На нем расположены 4 кирпичных оштукатуренных квадратных колонны со стороной 0,5 м, поддерживающих стилизованный декоративный портик. Общая высота конструкции 6,2 м. Перед скульптурой расположена под углом плита из мраморной крошки размерами 3,9х1,6 м, на которой расположена рельефная цементная звезда размером 1,1 м.
По состоянию на 2017 год известны данные о 189 погибших воинах-освободителях и 6 перезахороненных рабочих-коммунистов. Имена погибших установил О. И. Прокопчук. Согласно данным Ингулецкого райвоенкомата за 1992 год, в братской могиле похоронены 184 воина-освободителя, из которых установлены фамилии 164 погибших.